# La cambiale di matrimonio
La cambiale di matrimonio è una farsa musicata all'età di 18 anni da Gioachino Rossini, su libretto di Gaetano Rossi. Venne rappresentata per la prima volta al Teatro San Moisè di Venezia il 3 novembre 1810. Non è la prima opera che il compositore di Pesaro scrisse (che fu invece il Demetrio e Polibio, composta nel 1809), ma fu la prima ad essere messa in scena.
Rossini la compose su libretto di Gaetano Rossi ricavato dall'omonimo dramma di Camillo Federici - quando era appena diciottenne.

Gli interpreti alla prima rappresentazione, nella quale Rossini sedette come "Maestro al Cembalo", furono Domenico Remolini nella parte di Norton, Clementina Lanari in quella di Clarina, Luigi Raffanelli come Tobia Mill, Tommaso Ricci (Edoardo), Rosa Morandi (Fanny) e Nicola De Grecis nel ruolo di Slook.
Al Teatro La Fenice di Venezia la prima è stata nel 1910.
Nel Regno Unito la première è stata nel 1954 al Sadler's Wells Theatre di Londra.
Nel 1984 avvengono le première a Perth, Ayr (Scozia), Stirling, Dundee, Dunfermline ed Inverness nella traduzione di Elizabeth Parry per la Scottish Opera.
La prima rappresentazione al Rossini Opera Festival avviene nel 1991 diretta da Donato Renzetti con l'Orchestra Sinfonica della RAI di Torino, Enzo Dara, Luca Canonici e Roberto Frontali (con successive repliche nel 1995 e nel 2006).
Nel 1992 va in scena al Teatro Lauro Rossi di Macerata.

## Cast della prima assoluta
| Ruolo           | Registro vocale | Interprete        |
| --------------- | --------------- | ----------------- |
| Sir Tobia Mill  | basso           | Luigi Raffanelli  |
| Fanny           | soprano         | Rosa Morandi      |
| Edoardo Milfort | tenore          | Tommaso Ricci     |
| Slook           | basso           | Nicola De Grecis  |
| Norton          | basso           | Domenico Remolini |
| Clarina         | soprano         | Clementina Lanari |

## Trama
La vicenda - assai semplice, ma in grado di fornire lo spunto per gustose arie e concertati (che rivelano appieno il talento precoce del giovane Rossini) - si svolge nel salotto, "semplicemente elegante", della casa del ricco mercante inglese Tobia Mill (basso, o meglio "buffo").

Sua figlia, la giovane Fanny (soprano), è stata promessa in sposa suo malgrado, e dietro la firma di una "cambiale di matrimonio", al maturo corrispondente canadese Mr. Slook (anch'egli "buffo").
Fanny è invece innamorata, corrisposta, di Edoardo Milfort (tenore), amico di famiglia (e il topos del triangolo amoroso, tipico dell'opera lirica, è così rispettato), e, quando Slook giunge entusiasta dal Canada per "ritirare la sposa" i nodi non possono che venire al pettine.
La giovane tenta, riducendolo alla commozione, di dissuadere Slook dal procedere all'"acquisto", mentre Edoardo - in maniera più spiccia - arriva a minacciare il mercante d'oltreoceano.

Quando questi, spaventato, comunica a Tobia Mill di essere intenzionato a rinunciare all'"affare", viene per tutta risposta sfidato a duello.
Il lieto fine - complice anche l'intervento dei domestici di casa Mill, Norton (basso) e Clarina (soprano) - è comunque garantito: Slook girerà la cambiale a beneficio del giovane Edoardo e, con buona pace di tutti, il consueto rondò finale favorirà l'esito felice di chiusura dell'operina. Fanny e Edoardo si sposano.

## Organico orchestrale
La partitura di Rossini è scritta per piccola orchestra che comprende:
- flauto, 2 oboi, 2 clarinetti, fagotto
- 2 corni
- archi

Per i recitativi secchi:
- pianoforte (violoncello e contrabbasso ad libitum)

## Struttura
- Sinfonia
- 1 Introduzione Non c'è il vecchio sussurrone (Norton, Clarina, Mill)
- 2 Duetto Tornami a dir che m'ami (Edoardo, Fanny)
- 3 Aria Grazie, grazie! (Slook)
- 4 Terzetto Darei per sì bel fondo (Slook, Fanny, Edoardo)
- 5 Aria Anch'io son giovane (Clarina)
- 6 Duetto Dite presto dove sta (Mill, Slook)
- 7 Recitativo e aria Vorrei spiegarvi il giubilo (Fanny)
- 8 Finale Porterò così il cappello (Mill, Slook, Clarina, Fanny, Norton, Edoardo)

## Incisioni discografiche
| Anno | Cast (Tobia, Slook, Fanny, Edoardo)                                      | Direttore                      | Etichetta   |
| ---- | ------------------------------------------------------------------------ | ------------------------------ | ----------- |
| 1959 | Rolando Panerai, Renato Capecchi, Renata Scotto, Nicola Monti            | Renato Fasano                  | Carrere     |
| 1990 | Bruno Praticò, Bruno de Simone, Alessandra Rossi, Maurizio Comencini     | Marcello Viotti                | Claves      |
| 1991 | Enzo Dara, Roberto Frontali, Soeun Jeun, Luca Canonici                   | Donato Renzetti                | Fonit Cetra |
| 2006 | Paolo Bordogna, Fabio Maria Capitanucci, Desirée Rancatore, Saimir Pirgu | Umberto Benedetti Michelangeli | Dynamic     |